# Coppa di Svizzera 1982 (hockey su pista)
La Coppa di Svizzera 1982 è stata la 25ª edizione della principale coppa nazionale svizzera di hockey su pista. Il torneo ha avuto inizio il 28 agosto e si è concluso il 12 novembre 1982. Il trofeo è stato conquistato dal Vevey per la prima volta nella sua storia.

## Risultati

### Quarti di finale
| Squadra 1         | Risultato | Squadra 2   |
| ----------------- | --------- | ----------- |
| 28 agosto 1982    |           |             |
| Ginevra           | 4 - 11    | Basilea     |
| Juventus Montreux | 5 - 6     | Vevey       |
| Montreux          | 15 - 5    | Winterthour |
| Pully             | 1 - 12    | RC Zurigo   |

### Semifinali
| Squadra 1         | Risultato | Squadra 2 |
| ----------------- | --------- | --------- |
| 25 settembre 1982 |           |           |
| Montreux          | 5 - 5     | Vevey     |
| RC Zurigo         | 4 - 3     | Basilea   |

### Finale
| Squadra 1        | Risultato | Squadra 2 |
| ---------------- | --------- | --------- |
| 12 novembre 1982 |           |           |
| RC Zurigo        | 3 - 10    | Vevey     |

## Campioni
| Vincitore Coppa di Svizzera 1981 |
| -------------------------------- |
| Vevey 1º titolo                  |